# European Challenge Cup 2011-2012
La European Challenge Cup 2011-12 (in inglese 2011-12 European Challenge Cup; in francese Challenge européen 2011-12), per motivi di sponsorizzazione nota anche come Amlin Challenge Cup 2011-12, fu la 16ª edizione della European Challenge Cup, competizione per club di rugby a 15 organizzata da European Rugby Cup come torneo cadetto della Heineken Cup.
Si tenne dal 10 novembre 2011 al 19 maggio 2012 tra 20 squadre provenienti da 6 federazioni (Francia, Galles, Inghilterra, Italia, Romania e Spagna).
Al pari delle due edizioni precedenti, accolse a partire dai quarti di finale le migliori tre squadre non qualificate alle fasi a eliminazione diretta di Heineken Cup: fu proprio una di queste, il Biarritz, ad aggiudicarsi la coppa battendo nella finale di Londra i connazionali del Tolone al termine di una gara senza mete, ridottasi sostanzialmente al confronto tra i due opposti specialisti al calcio, Dimitri Yachvili, autore di tutti i 21 punti del Biarritz e l'inglese Jonny Wilkinson realizzatore dei 18 punti del Tolone.
Si trattò della prima volta dal 1999 che la competizione vedeva non solo due squadre francesi in finale, ma addirittura 4 in semifinale.
Grazie a tale vittoria Biarritz si qualificò alla Heineken Cup 2012-13.

## Formula
La formula fu quella introdotta nel 2009-10 da European Rugby Cup: le 20 squadre furono suddivise in 5 gironi all'italiana da 4 squadre ciascuno con gare di andata e ritorno; furono promosse ai quarti di finale solo le cinque squadre vincitrici di girone, cui si affiancarono le tre migliori non qualificate ai quarti della Heineken Cup 2011-12.
Alle prime quattro vincitrici di girone della Challenge Cup fu assegnato un seeding da 1 a 4, determinato in base al punteggio conseguito nel girone e, a seguire, le mete segnate e la differenza punti fatti/subiti; con lo stesso criterio di punteggio le tre squadre provenienti dalla Heineken Cup ricevettero il seeding da 5 a 7.
La quinta miglior vincitrice ricevette il seeding numero 8 e dovette affrontare la vincitrice con il seeding numero 1 nei quarti di finale.
Le squadre con il seeding da 1 a 4 disputarono la gara di quarti di finale sul campo interno; nelle semifinali la squadra di casa fu quella con il seeding più alto all'inizio della fase a eliminazione diretta.
La finale si tenne al Twickenham Stoop Stadium di Londra, in Inghilterra.

## Squadre partecipanti
| Girone 1                                                                                      | Girone 2                                                                           | Girone 3                                                                                       | Girone 4                                                                                     | Girone 5                                                                          |
| --------------------------------------------------------------------------------------------- | ---------------------------------------------------------------------------------- | ---------------------------------------------------------------------------------------------- | -------------------------------------------------------------------------------------------- | --------------------------------------------------------------------------------- |
| - Stade français (Francia) - Worcester (Inghilterra) - Crociati (Italia) - Bucarest (Romania) | - Tolone (Francia) - Lione (Francia) - Newcastle (Inghilterra) - Petrarca (Italia) | - Bayonne (Francia) - Bordeaux Bègles (Francia) - London Wasps (Inghilterra) - Rovigo (Italia) | - Perpignano (Francia) - Newport G.D. (Galles) - Exeter (Inghilterra) - I Cavalieri (Italia) | - Agen (Francia) - Brive (Francia) - Sale Sharks (Inghilterra) - La Vila (Spagna) |

## Fase a gironi

### Girone A
|            | Incontri girone 1          |       |
| ---------- | -------------------------- | ----- |
| 10-11-2011 | Worcester — Stade Français | 14-23 |
| 13-11-2011 | Bucarest — Crociati        | 34-7  |
| 18-11-2011 | Stade Français — Bucarest  | 49-3  |
| 19-11-2011 | Crociati — Worcester       | 3-34  |
| 10-12-2011 | Crociati — Stade Français  | 0-57  |
| 11-12-2011 | Bucarest — Worcester       | 13-24 |
| 15-12-2011 | Stade Français — Crociati  | 45-3  |
| 17-12-2011 | Worcester — Bucarest       | 57-13 |
| 14-1-2012  | Bucarest — Stade Français  | 13-34 |
| 14-1-2012  | Worcester — Crociati       | 55-10 |
| 21-1-2012  | Crociati — Bucarest        | 13-26 |
| 21-1-2012  | Stade Français — Worcester | 33-10 |

#### Classifica
| Pos | Squadra        | G | V | N | P | PF  | PS  | P±   | BP | PT |
| --- | -------------- | - | - | - | - | --- | --- | ---- | -- | -- |
| 1   | Stade français | 6 | 6 | 0 | 0 | 241 | 43  | 198  | 5  | 29 |
| 2   | Worcester      | 6 | 4 | 0 | 2 | 194 | 95  | 99   | 4  | 20 |
| 3   | Bucarest       | 6 | 2 | 0 | 4 | 102 | 184 | −82  | 2  | 10 |
| 4   | Crociati       | 6 | 0 | 0 | 6 | 36  | 251 | −215 | 0  | 0  |

### Girone B
|            | Incontri girone 2    |       |
| ---------- | -------------------- | ----- |
| 10-11-2011 | Tolone — Petrarca    | 53-22 |
| 12-11-2011 | Newcastle — Lione    | 27-19 |
| 19-11-2011 | Petrarca — Newcastle | 3-34  |
| 19-11-2011 | Lione — Tolone       | 19-26 |
| 8-12-2011  | Newcastle — Tolone   | 6-3   |
| 10-12-2011 | Lione — Petrarca     | 31-16 |
| 17-12-2011 | Petrarca — Lione     | 3-43  |
| 17-12-2011 | Tolone — Newcastle   | 36-10 |
| 15-1-2012  | Newcastle — Petrarca | 43-0  |
| 15-1-2012  | Tolone — Lione       | 29-10 |
| 21-1-2012  | Lione — Newcastle    | 21-13 |
| 21-1-2012  | Petrarca — Tolone    | 6-50  |

#### Classifica
| Pos | Squadra   | G | V | N | P | PF  | PS  | P±   | BP | PT |
| --- | --------- | - | - | - | - | --- | --- | ---- | -- | -- |
| 1   | Tolone    | 6 | 5 | 0 | 1 | 197 | 73  | 124  | 5  | 25 |
| 2   | Newcastle | 6 | 4 | 0 | 2 | 133 | 82  | 51   | 2  | 18 |
| 3   | Lione     | 6 | 3 | 0 | 3 | 143 | 114 | 29   | 2  | 14 |
| 4   | Petrarca  | 6 | 0 | 0 | 6 | 50  | 254 | −204 | 0  | 0  |

### Girone C
|            | Incontri girone 3       |       |
| ---------- | ----------------------- | ----- |
| 12-11-2011 | Rovigo — Bayonne        | 10-43 |
| 12-11-2011 | Bordeaux — London Wasps | 14-47 |
| 17-11-2011 | Bayonne -Bordeaux       | 20-3  |
| 20-11-2011 | London Wasps — Rovigo   | 38-7  |
| 10-12-2011 | Rovigo — Bordeaux       | 7-31  |
| 10-12-2011 | Bayonne — London Wasps  | 19-11 |
| 15-12-2011 | London Wasps — Bayonne  | 25-11 |
| 16-12-2011 | Bordeaux — Rovigo       | 15-10 |
| 12-1-2012  | Bordeaux — Bayonne      | 6-12  |
| 14-1-2012  | Rovigo — London Wasps   | 11-32 |
| 22-1-2012  | London Wasps — Bordeaux | 36-13 |
| 22-1-2012  | Bayonne — Rovigo        | 92-6  |

#### Classifica
| Pos | Squadra         | G | V | N | P | PF  | PS  | P±   | BP | PT |
| --- | --------------- | - | - | - | - | --- | --- | ---- | -- | -- |
| 1   | London Wasps    | 6 | 5 | 0 | 1 | 189 | 75  | 114  | 4  | 24 |
| 2   | Bayonne         | 6 | 5 | 0 | 1 | 197 | 61  | 136  | 2  | 22 |
| 3   | Bordeaux Bègles | 6 | 2 | 0 | 4 | 82  | 132 | −50  | 2  | 10 |
| 4   | Rovigo          | 6 | 0 | 0 | 6 | 51  | 251 | −200 | 1  | 1  |

### Girone D
|            | Incontri girone 4                   |       |
| ---------- | ----------------------------------- | ----- |
| 11-11-2011 | Perpignano — Exeter                 | 15-12 |
| 12-11-2011 | I Cavalieri — Newport Gwent Dragons | 3-33  |
| 17-11-2011 | Newport Gwent Dragons — Perpignano  | 23-13 |
| 19-11-2011 | Exeter — I Cavalieri                | 68-0  |
| 9-12-2011  | Perpignano — I Cavalieri            | 54-20 |
| 11-12-2011 | Exeter — Newport Gwent Dragons      | 18-6  |
| 17-12-2011 | I Cavalieri — Perpignano            | 13-30 |
| 18-12-2011 | Newport Gwent Dragons — Exeter      | 19-23 |
| 14-1-2012  | I Cavalieri — Exeter                | 10-50 |
| 14-1-2012  | Perpignano — Newport Gwent Dragons  | 27-13 |
| 21-1-2012  | Exeter — Perpignano                 | 31-14 |
| 21-1-2012  | Newport Gwent Dragons — I Cavalieri | 45-16 |

#### Classifica
| Pos | Squadra      | G | V | N | P | PF  | PS  | P±   | BP | PT |
| --- | ------------ | - | - | - | - | --- | --- | ---- | -- | -- |
| 1   | Exeter       | 6 | 5 | 0 | 1 | 202 | 64  | 138  | 3  | 23 |
| 2   | Perpignano   | 6 | 4 | 0 | 2 | 153 | 112 | 41   | 2  | 18 |
| 3   | Newport G.D. | 6 | 3 | 0 | 3 | 139 | 100 | 39   | 3  | 15 |
| 4   | I Cavalieri  | 6 | 0 | 0 | 6 | 62  | 280 | −218 | 0  | 0  |

### Girone E
|            | Incontri girone 5     |       |
| ---------- | --------------------- | ----- |
| 12-11-2011 | La Vila — Agen        | 10-50 |
| 12-11-2011 | Brive — Sale Sharks   | 26-18 |
| 18-11-2011 | Sale Sharks — La Vila | 59-6  |
| 20-11-2011 | Agen — Brive          | 8-29  |
| 8-12-2011  | Agen — Sale Sharks    | 14-29 |
| 10-12-2011 | La Vila — Brive       | 18-47 |
| 15-12-2011 | Brive — La Vila       | 38-13 |
| 18-12-2011 | Sale Sharks — Agen    | 41-21 |
| 13-1-2012  | Brive — Agen          | 50-13 |
| 14-1-2012  | La Vila — Sale Sharks | 10-69 |
| 19-1-2012  | Sale Sharks — Brive   | 9-10  |
| 19-1-2012  | Agen — La Vila        | 62-7  |

#### Classifica
| Pos | Squadra     | G | V | N | P | PF  | PS  | P±   | BP | PT |
| --- | ----------- | - | - | - | - | --- | --- | ---- | -- | -- |
| 1   | Brive       | 6 | 6 | 0 | 0 | 209 | 79  | 130  | 3  | 27 |
| 2   | Sale Sharks | 6 | 4 | 0 | 2 | 225 | 96  | 129  | 4  | 20 |
| 3   | Agen        | 6 | 2 | 0 | 4 | 168 | 166 | 2    | 2  | 10 |
| 4   | La Vila     | 6 | 0 | 0 | 6 | 64  | 325 | −261 | 0  | 0  |

### Ordine di qualificazione
| Ordine                  | Squadra              | Pt                   | Mt                   | Diff                 |
| Vincitrici di girone    | Vincitrici di girone | Vincitrici di girone | Vincitrici di girone | Vincitrici di girone |
| ----------------------- | -------------------- | -------------------- | -------------------- | -------------------- |
| 1                       | Stade français       | 29                   | 33                   | +198                 |
| 2                       | Brive                | 27                   | 26                   | +130                 |
| 3                       | Tolone               | 25                   | 26                   | +124                 |
| 4                       | Wasps                | 24                   | 21                   | +114                 |
| 8                       | Exeter               | 23                   | 22                   | +138                 |
| Seconde classificate HC |                      |                      |                      |                      |
| 5                       | Biarritz             | 18                   | 18                   | +38                  |
| 6                       | Harlequins           | 17                   | 11                   | +28                  |
| 7                       | Scarlets             | 15                   | 12                   | -5                   |
| —                       |                      |                      |                      |                      |
| —                       |                      |                      |                      |                      |

## Fase aplay-off
|  | Quarti di finale | Quarti di finale | Quarti di finale |        |                | Semifinali | Semifinali | Semifinali |  |  | Finale | Finale   | Finale |
|  |                  |                  |                  |        |                |            |            |            |  |  |        |          |        |
|  | 4                | Wasps            | 23               |        |                |            |            |            |  |  |        |          |        |
|  | 5                | Biarritz         | 26               |        |                |            |            |            |  |  |        |          |        |
|  | 5                | Biarritz         | 26               |        | 5              | Biarritz   | 19         |            |  |  |        |          |        |
|  |                  |                  |                  |        | 5              | Biarritz   | 19         |            |  |  |        |          |        |
|  |                  | 2                | Brive            | 0      |                |            |            |            |  |  |        |          |        |
|  | 2                | 2                | Brive            | 0      | Brive          | 15         |            |            |  |  |        |          |        |
|  | 2                |                  |                  |        | Brive          | 15         |            |            |  |  |        |          |        |
|  | 7                | Scarlets         | 11               |        |                |            |            |            |  |  |        |          |        |
|  |                  |                  |                  |        |                |            |            |            |  |  | 5      | Biarritz | 21     |
|  |                  |                  | 3                | Tolone | 18             |            |            |            |  |  |        |          |        |
|  | 3                | Tolone           | 37               |        |                |            |            |            |  |  |        |          |        |
|  | 6                | Harlequins       | 8                |        |                |            |            |            |  |  |        |          |        |
|  | 6                | Harlequins       | 8                |        | 3              | Tolone     | 32         |            |  |  |        |          |        |
|  |                  |                  |                  |        | 3              | Tolone     | 32         |            |  |  |        |          |        |
|  |                  | 1                | Stade français   | 29     |                |            |            |            |  |  |        |          |        |
|  | 1                | 1                | Stade français   | 29     | Stade français | 22         |            |            |  |  |        |          |        |
|  | 1                |                  |                  |        | Stade français | 22         |            |            |  |  |        |          |        |
|  | 8                | Exeter           | 17               |        |                |            |            |            |  |  |        |          |        |

### Quarti di finale
| Arbitro: | Peter Fitzgibbon |

|                            |      |                           |
| Camara 43’ P. Williams 79’ | mt   | 68’ Naqelevuki            |
| Dupuy 2’, 40’, 47’, 55’    | c.p. | 21’, 27’, 36’, 49’ Mieres |

| Arbitro: | George Clancy |

|                                               |      |           |
| Tillous-Borde 34’ Lapeyre 60’ S. Armitage 73’ | mt   | 70’ Care  |
| Wilkinson 34’ Giteau 60’                      | tr   |           |
| Wilkinson 5’, 8’, 14’, 18’, 30’ Giteau 52’    | c.p. | 11’ Clegg |

| Arbitro: | John Lacey |

|                           |      |                                |
| Wade 63’ Davis 66’        | mt   | 22’ Balshaw 40’ van Staden     |
| N. Robinson 63’, 66’      | tr   | 22’, 40’ D. Yachvili           |
| N. Robinson 12’, 21’, 39’ | c.p. | 28’, 54’, 61’, 75’ D. Yachvili |

| Arbitro: | Wayne Barnes |

|                                   |      |                   |
|                                   | mt   | 58’ Li. Williams  |
| Swanepoel 15’, 36’, 46’, 50’, 79’ | c.p. | 30’, 39’ S. Jones |

### Semifinali
| Arbitro: | Alain Rolland |

|                                        |      |                             |
| S. Armitage 2’                         | mt   | 12’ H. Bonneval 60’ Turinui |
|                                        | tr   | 13’, 61’ Plisson            |
| Wilkinson 40’, 42’, 50’, 55’, 63’, 67’ | c.p. | 15’, 26’, 37’ Plisson       |
| Wilkinson 46’, 79’                     | drop | 21’, 68’ Plisson            |

| Arbitro: | George Clancy |

|                                |      |  |
| Traille 29’                    | mt   |  |
| D. Yachvili 29’                | tr   |  |
| D. Yachvili 17’, 23’, 67’, 71’ | c.p. |  |

### Finale
| Arbitro: | Wayne Barnes |

| |              | |
| D. Yachvili 4’, 17’, 24’, 35’, 46’, 53’, 73’ | c.p.         | 11’, 22’, 31’, 44’, 59’ Wilkinson |
| | drop         | 65’ Wilkinson |
| · Balshaw · Ngwenya · Barraque · Traille · D. Haylett-Petty · 73’ Peyrelongue · D. Yachvili · 41’ Watremez · 71’ Heguy · 60’ v. Staden · 71’ Thion · Taele · Lauret · 51’ Guyot · Harinordoquy (c) | Formazioni   | · Lapeyre · Palisson · Bastareaud · Giteau · D. Smith · Wilkinson · Tillous-Borde · Lewis-Roberts · Bruno 51’ · Hayman 46-56’ · Samson · Chesney 58’ · Gunther · S. Armitage 53-63’ · v. Niekerk (c) |
| · 41’ Marconnet · 51’ T. Gray · 60’ Gómez Kodela · 71’ August · 71’ E. Lund · 73’ Bosch | Sostituzioni | · Orioli 51’ · Schofield 58’ |
| Patrice Lagisquet | Allenatori   | Bernard Laporte |